# 蔡再杜
蔡再杜，中华人民共和国政治人物、外交官。
1988年，接替祝成才，担任中华人民共和国驻科特迪瓦大使。1993年，由刘立德接任。